# Carnal·lita
La carnal·lita és un mineral de la classe dels halurs que rep el seu nom de l'enginyer alemany Rudolf von Carnall (1804-1874).

## Característiques
La carnal·lita és un mineral compost de clorur doble de potassi i magnesi, KMgCl₃·6H₂O. Cristal·litza en el sistema ortoròmbic, en cristalls amb aparença hexagonal, però ordinàriament es presenta en masses cristal·lines d'aspecte similar als de l'halita i la silvina i, igual que aquestes, és incolora quan és pura, o diversament acolorida quan no. La seva lluentor és vítria. Té un sabor semblant a l'halita però més amarg.
Molt deliqüescent, de sabor amarg, soluble en l'aigua i fosforescent; els blocs exposats a l'aire lliure es dissocien, dissolent el clorur de magnesi, {\displaystyle {\ce {MgCl2}}}, i quedant una massa granular del clorur de potassi, {\displaystyle {\ce {KCl}}}, que, per no ser deliqüescent i menys soluble que l'altre, es conserva en la seva major part; el contrari ocorre si prenem un trosset i el sotmetem a l'acció del bufador sobre el carbó; el de potassi desapareix i queda el de magnesi, que es pot reconèixer pel color rosa carn que pren amb la solució de nitrat de cobalt.
En dissolució es reconeix perquè, afegint unes gotes d'amoníac, {\displaystyle {\ce {NH3}}}, i solució de fosfat de sodi, {\displaystyle {\ce {Na3PO4}}}, dona precipitat cristal·lí de fosfat de magnesi, {\displaystyle {\ce {Mg3(PO4)2}}}; la potassa es reconeix amb el clorur de platí i la coloració de la flama, com en la silvina.

## Formació
La carnal·lita es troba en dipòsits marins salins. Aquest mineral és un sediment mineral conegut com a evaporita. Les evaporites es concentren per evaporació de l'aigua del mar. L'entrada d'aigua ha d'estar per sota dels nivells d'evaporació o d'ús. Això crea un període prolongat d'evaporació. Es troba associada a halita, anhidrita, dolomita, guix, sal bruta de potassa, kieserita, polihalita o silvinita. Als territoris de parla catalana ha estat descrita a la comarca del Bages, concretament a les mines i dipòsits de sal de Balsareny, Cardona, Sallent i Súria.

## Varietats
Són conegudes dues varietats de la carnal·lita:
- La bromocarnal·lita, una varietat que conté brom, amb fórmula: KMg(Cl,Br)₃·6H₂O.[3]
- La iodocarnal·lita, una varietat que conté iode, amb fórmula: KMgI₃·6H₂O.[4]